# ダン・リッキオ
ダン・リッキオ（Dan Riccio）は、Appleの前ハードウェアエンジニアリング担当上級副社長。
1998年にプロダクトデザイン担当の副社長としてAppleに加わる。2010年にはiPadハードウェアエンジニアリング担当副社長となり、2012年6月、ボブ・マンズフィールドに代わり、ハードウェアエンジニアリング全般の責任者となることが発表された。2012年8月、上級副社長への昇格が発表される。2021年1月25日、ハードウェアエンジニアリング担当上級副社長を退任（後任はハードウェアエンジニアリング担当上級副社長ジョン・ターナス）し、新たなプロジェクトを率いることが発表された。2021年よりApple Vision Pro開発プロジェクトを率いてきたが、2024年に引退すると報道された。2024年10月引退、Apple Vision Pro開発プロジェクト責任者の後任もジョン・ターナスとなる。